# Earnie Killum
Earnest Killum, detto Earnie (Clarksdale, 11 luglio 1948 – Atlanta, 11 giugno 2020), è stato un cestista statunitense, professionista nella NBA e in Portogallo.

## Carriera
Dopo aver frequentato il Coahoma Community College e la Stetson University, venne selezionato al secondo giro del Draft NBA 1970 dai Los Angeles Lakers come 30ª scelta assoluta. Con la squadra losangelina ha disputato 4 incontri, e si è trasferito poi in Portogallo al Barreirense. Fu il capocannoniere del campionato portoghese, avendo realizzato 794 punti in 22 partite.